# Brachythele varrialei
Espèce
Synonymes
- Nemesiothele varrialei Dalmas, 1920

Brachythele varrialei est une espèce d'araignées mygalomorphes de la famille des Nemesiidae.

## Distribution
Cette espèce est endémique de Turquie. Elle se rencontre dans les provinces de Muğla, d'İzmir et de Manisa.

## Description
Les mâles mesurent de 12 à 14 mm.
Le mâle décrit par Özkütük, Yağmur, Elverici, Gücel, Altunsoy et Kunt en 2022 mesure 16,0 mm et la femelle 19,2 mm.

## Systématique et taxinomie
Cette espèce a été décrite sous le protonyme Nemesiothele varrialei par Dalmas en 1920. Elle est placée dans le genre Brachythele par Raven en 1985.

## Étymologie
Cette espèce est nommée en l'honneur du capitaine R. Varriale.

## Publication originale
- Dalmas, 1920 : « Liste d'araignées de Boudroun en Asie Mineure suive d'une étude des espèces méditerranéennes du genre Habrocestum. » Annali del Museo Civico di Storia Naturale di Genova, vol. 49, p. 57-69 (texte intégral).